# Eneko Undabarrena
Eneko Undabarrena Ubillos (Bilbao, Vizcaya, 10 de marzo de 1993), más conocido como Eneko Undabarrena, es un futbolista español que juega de centrocampista en la S. D. Ponferradina de la Primera Federación.

## Trayectoria
Eneko comenzó su formación en las filas del Santutxu F. C., debutando en el primer equipo bilbaíno en 2012. En 2013 se incorporó al Somorrostro en División de Honor, desde donde dio el salto a la S. D. Amorebieta de Segunda B un año después.
Después de dos campañas en el cuadro azul, firmó por la S. D. Leioa en junio de 2016. En enero de 2018 firmó por el C. D. Mirandés, donde permaneció hasta final de temporada. En verano de 2018 fichó por el Burgos C. F., con el que logró el ascenso a Segunda División en 2021.
El 4 de julio de 2022 firmó como jugador del Club de Fútbol Intercity de la Primera Federación. Estuvo dos temporadas y, una vez quedó libre, en julio de 2024 se unió al C. D. Alcoyano para seguir compitiendo en la misma categoría. En este equipo permaneció una única campaña antes de incorporarse a la S. D. Ponferradina.

## Clubes
| Club               | País   | Año       |
| ------------------ | ------ | --------- |
| Santutxu F. C.     | España | 2012-2013 |
| J. D. Somorrostro  | España | 2013-2014 |
| S. D. Amorebieta   | España | 2014-2016 |
| S. D. Leioa        | España | 2016-2017 |
| C. D. Mirandés     | España | 2018      |
| Burgos C. F.       | España | 2018-2022 |
| C. F. Intercity    | España | 2022-2024 |
| C. D. Alcoyano     | España | 2024-2025 |
| S. D. Ponferradina | España | 2025-     |